# Джованні Галлі
Джованні Галлі (італ. Giovanni Galli, * 29 квітня 1958, Піза) — колишній італійський футболіст, воротар. Наразі розвиває власну політичну кар'єру.
Насамперед відомий виступами за клуб «Фіорентина», а також національну збірну Італії.
Чемпіон Італії. Дворазовий володар Суперкубка Італії з футболу. Дворазовий переможець Ліги чемпіонів УЄФА. Володар Суперкубка УЄФА. Володар Міжконтинентального кубка. Володар Кубка УЄФА. У складі збірної — чемпіон світу. 

## Клубна кар'єра
Вихованець футбольної школи клубу «Фіорентина». Дорослу футбольну кар'єру розпочав 1977 року в основній команді того ж клубу, в якій провів дев'ять сезонів, взявши участь у 259 матчах чемпіонату.  Більшість часу, проведеного у складі «Фіорентини», був основним голкіпером команди. Відзначався надзвичайно високою надійністю, пропускаючи в іграх чемпіонату в середньому менше одного голу за матч.
Згодом з 1986 по 1995 рік грав у складі команд клубів «Мілан», «Наполі», «Торіно» та «Парма». Протягом цих років виборов титул чемпіона Італії, ставав володарем Суперкубка Італії з футболу, володарем Суперкубка Італії з футболу, володарем Кубка чемпіонів УЄФА (двічі), володарем Суперкубка УЄФА, володарем Міжконтинентального кубка, володарем Кубка УЄФА.
Завершив професійну ігрову кар'єру у нижчоліговому клубі «Луккезе-Лібертас», за команду якого виступав протягом 1995—1996 років.

## Виступи за збірні
Протягом 1976–1982 років  залучався до складу молодіжної збірної Італії. На молодіжному рівні зіграв у 21 офіційному матчі.
З 1979 по 1980 рік  захищав кольори олімпійської збірної Італії. У складі цієї команди провів 9 матчів.
1982 року дебютував в офіційних матчах у складі національної збірної Італії. Протягом кар'єри у національній команді, яка тривала 5 років, провів у формі головної команди країни 19 матчів. У складі збірної був учасником чемпіонату Європи 1980 року в Італії, чемпіонату світу 1982 року в Іспанії, здобувши того року титул чемпіона світу, чемпіонату світу 1986 року у Мексиці.

## Політична кар'єра
Використовуючи свою популярність серед футбольних вболівальників Флоренції, навесні 2009 року оголосив про участь у виборах на посаду мера цього міста. Кандидатура Галлі була підтримана партією Народ свободи та низкою інших правоцентристських політичних рухів. У першому турі виборів, що відбулися у червні 2009, набрав 32% голосів виборців і зайняв друге місце. У другому турі набрав 40% голосів, програвши кандидату від блоку лівоцентристських партій Маттео Ренці.

## Статистика виступів

### Статистика клубних виступів
| Сезон   | Клуб               | Чемпіонат | Чемпіонат | Чемпіонат |
| Сезон   | Клуб               | Ліга      | Ігор      | Голів     |
| ------- | ------------------ | --------- | --------- | --------- |
| 1977–78 | «Фіорентина»       | A         | 23        | -21       |
| 1978–79 | «Фіорентина»       | A         | 28        | -19       |
| 1979–80 | «Фіорентина»       | A         | 30        | -27       |
| 1980–81 | «Фіорентина»       | A         | 30        | -25       |
| 1981–82 | «Фіорентина»       | A         | 30        | -17       |
| 1982–83 | «Фіорентина»       | A         | 30        | -25       |
| 1983–84 | «Фіорентина»       | A         | 30        | -31       |
| 1984–85 | «Фіорентина»       | A         | 30        | -31       |
| 1985–86 | «Фіорентина»       | A         | 28        | -22       |
| 1986–87 | «Мілан»            | A         | 25        | -16       |
| 1987–88 | «Мілан»            | A         | 30        | -12       |
| 1988–89 | «Мілан»            | A         | 32        | -23       |
| 1989–90 | «Мілан»            | A         | 11        | -12       |
| 1990–91 | «Наполі»           | A         | 33        | -33       |
| 1991–92 | «Наполі»           | A         | 33        | -40       |
| 1992–93 | «Наполі»           | A         | 32        | -49       |
| 1993–94 | «Торіно»           | A         | 31        | -34       |
| 1994–95 | «Парма»            | A         | 10        | -6        |
| 1995–96 | «Луккезе-Лібертас» | B         | 26        | -30       |
| Усього  | Усього             |           | 522       | -473      |

## Титули і досягнення
- Чемпіон Італії (1):

«Мілан»:  1987–88
- Володар Суперкубка Італії з футболу (2):

«Мілан»:  1988
«Наполі»:  1990
- Володар Кубка чемпіонів УЄФА (2):

«Мілан»:  1988–89, 1989–90
- Володар Суперкубка УЄФА (1):

«Мілан»:  1989
- Володар Міжконтинентального кубка (1):

«Мілан»:  1989
- Володар Кубка УЄФА (1):

«Парма»:  1994–95
- Чемпіон світу (1):

1982